# Sayf al-Din Tatar
Sayf al-Din Tatar, död 1421, var en egyptisk regent. Han var sultan i mamlukdynastins Egypten mellan 1421 och 1421.